# Volumni protok
Volumni protok ili volumetrijski protok je fizikalna veličina koja određuje obujam (volumen) fluida koji prolazi neku točku u jedinici vremena (m3/s). Protok je jedna od osnovnih fizikalnih veličina koja se mjeri u industrijskom pogonu. Mjerenjem protoka određuju se energetske i materijalne bilance na osnovu kojih se određuje produktivnost procesa proizvodnje. Istovremeno protok je najčešće i osnovna veličina čijom se promjenom upravlja procesom proizvodnje. Mjerenje protoka kapljevina, plinova, višefaznih tekućina i suspenzija je složeno, podložno je brojnim pogreškama, i zato je razvijen je veliki broj različitih mjernih postupka u svrhu preciznog i pouzdanog mjerenja.
Volumni protok se određuje kao:
{\displaystyle Q={\frac {\Delta V}{\Delta t}}} .
gdje je:
- Q - volumni protok (m3/s),
- ΔV - promjena obujma fluida (m3), koji teče kroz neki presjek (npr. cijevi), ,
- Δt - vrijeme trajanja toka fluida koji teče kroz neki presjek (s).

Volumni protok u cijevi je određen limesom omjera volumena tekućine koja protječe kroz presjek cijevi u intervalu vremena kada interval postaje beskonačno mali:
{\displaystyle Q={\frac {{\rm {d}}V}{{\rm {d}}t}}}
Kubni metar u sekundi je mjerna jedinica za volumni protok. Najčešće se koristi za mjerenje volumnog protoka vode. Također može poslužiti i za mjerenje količine eksploatacije raznih materijala poput kamena, pijeska i sl.
- 1 m3/s je 1000 litara u sekundi.

Volumni protok u cijevi se može odrediti i kao:
{\displaystyle Q=\mathbf {v} \cdot \mathbf {A} }
gdje je:
- v – brzina fluida u cijevi (m/s),
- A – presjek cijevi (m2).

Brzina tekućine u cijevi mijenja se položajem i vremenom. Bitno se razlikuje laminarno od turbulentnog protjecanja.

## Maseni protok
Maseni protok je masa fluida koja prolazi neku točku u jedinici vremena (kg/s). Maseni protok se može odrediti kao:
{\displaystyle {\dot {m}}=\rho \cdot \mathbf {v} \cdot \mathbf {A} =\rho \cdot Q=\mathbf {j} _{\rm {m}}\cdot \mathbf {A} }
gdje je:
- ρ - gustoća fluida (kg/m3),
- v – brzina fluida u cijevi (m/s),
- A – presjek cijevi (m2),
- Q - volumni protok (m3/s),
- jm - maseni fluks.